# The Story of The Who
The Story of The Who je dvoudiskové kompilační album anglické rockové kapely The Who.

## Seznam skladeb
Autorem všech skladeb je Pete Townshend, pokud není uvedeno jinak.
Disk 1
1. „Magic Bus“ – 4:33 (dlouhá verze)
2. „Substitute“ – 3:48
3. „Boris the Spider“ (John Entwistle) – 2:26
4. „Run Run Run“ – 2:44
5. „I'm a Boy“ (rychlejší verze) – 2:36
6. „(Love is Like A) Heat Wave“ (Holland–Dozier–Holland) – 2:41
7. „My Generation“ (Live at Leeds) – 3:17
8. „Pictures of Lily“ – 2:47
9. „Happy Jack“ – 2:13
10. „The Seeker“ – 3:24
11. „I Can See for Miles“ – 4:17
12. „Bargain“ – 5:31
13. „Squeeze Box“ – 2:42

Disk 2
1. „Amazing Journey“ – 3:26
2. „Acid Queen“ – 3:34
3. „Do You Think It's Alright?“ – 0:26
4. „Fiddle About“ (Entwistle) – 1:30
5. „Pinball Wizard“ – 3:01
6. „I'm Free“ – 2:39
7. „Tommy's Holiday Camp“ (Keith Moon) – 0:57
8. „We're Not Gonna Take It“ – 3:36
9. „Summertime Blues“ (Eddie Cochran a Jerry Capehart) (Live at Leeds) – 3:29
10. „Baba O'Riley“ – 5:09
11. „Behind Blue Eyes“ – 3:44
12. „Slip Kid“ – 4:32
13. „Won't Get Fooled Again“ – 8:33